# Burgstall Puchhausen
Der  Burgstall Puchhausen ist eine abgegangene mittelalterliche Wasserburg in dem gleichnamigen Gemeindeteil Puchhausen der niederbayerischen Gemeinde Mengkofen im Landkreis Dingolfing-Landau. Er liegt ca. 220 m nordöstlich von der Filialkirche St. Petrus von Puchhausen auf der südlichen Seite der Aitrach. Er wird als Bodendenkmal unter der Aktennummer D-2-7240-0041 im Bayernatlas als „weitgehend verebneter Wasserburgstall des Mittelalters und der frühen Neuzeit“ geführt.

## Beschreibung
Der Burgstall Puchhausen war auf dem Urkataster von Bayern noch gut zu erkennen. Er bildete ein steil geböschtes Rechteck mit abgerundeten Ecken mit den Ausmaßen 40 × 30 m. In der Mitte liegt ein Plateau von ca. 25 × 18 m. Dieses umschloss ein 17 m breiter Wassergraben, der vom Wasser der Aitrach gespeist wurde. In den  Bairischen Landtafeln von 1556 des Philipp Apian ist Puchhausen mit einer Kirche und einer schlecht sichtbaren Burg eingezeichnet. In der Landesbeschreibung des Michael Wening von 1723 heißt es: „Die Hofmark ist dermals allseits schön gepaut, das Schloß aber ist völlig geschleipft und hiervon nicht vorhanden, außer die Gelegenheit (Lage) des Burgstalles, um welchen ein Weiher geht.“ Heute ist nur mehr ein flacher Hügel hinter einem Bauernhof, der von einem Güllebecken in Mitleidenschaft gezogen wurde, als letzter Rest der einst hier stehenden Burg zu erkennen. Vom umgebenden Wassergraben ist heute nichts mehr zu sehen.

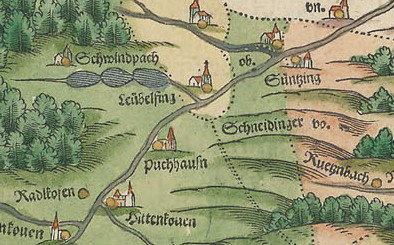
Puchhausen auf den Bairischen Landtafeln von Philipp Apian

## Geschichte
Puchhausen wird bereits 831 urkundlich unter dem Namen „Buchhusa“ erwähnt. Es ist zu vermuten, dass der Burgstall der Sitz der Herren von Rohrbach (später die „Rohrbecken“) war. Als ältester Besitzer wird um 1336 „Hainrich von und zu Rohrbach“ genannt. Als weitere Besitzer der Hofmark folgten im 16. Jahrhundert die Baumgarten, im 17. Jahrhundert die Nothaft von Wernberg, ab 1639 die Seiboldsdorf, ab 1651 die Lerchenberg und 1744 die Grafen von Törring-Kronsfeld. 1830 kam der Besitz an Julius von Niethammer von Mengkofen. Die Burg dürfte bereits Ende des 16. Jahrhunderts abgekommen sein.